# 大動脈狭窄症
大動脈狭窄症（だいどうみゃくきょうさくしょう）とは、大動脈近傍における血液流出路の狭窄により血流が妨げられている状態。狭窄による圧増加により左心室壁は代償的に肥大する。症状は軽度の場合は無症状であるが、重度では心拍出量低下、不整脈、低血圧などにより運動不耐性、失神、突然死を示す。左側心基底部で駆出性雑音が聴取され、X線画像では大動脈起始部の狭窄後拡大が認められる。軽度の症状では治療を必要としない。